# Паскалін Бонго Ондімба
Пані Паскалін Мферрі Бонго Ондімба (10 квітня 1957) — габонський політик. За свого батька, президента Омара Бонго, вона була міністром закордонних справ з 1992 по 1994 рр. та директором кабінету президента з 1994 по 2009 рр.

## Життєпис
Паскалін Бонго — старша дочка Омара Бонго та Луїзи Муябі Мукала. Вона була призначена особистим радником президента республіки в 1987 році і в червні 1991 року призначена міністром закордонних справ. Президент Бонго довіряв Міністерство закордонних справ близьким родичам з 1981 року. Прямим попередником Паскалін на цій посаді був її брат Алі Бонго, який був на кілька років молодший за Паскалін і був визнаний невідповідним на посаду міністра на підставі конституційного віку. У своєму першому зверненні до Організації Об'єднаних Націй пізніше в 1991 році вона підтримала вигнання іракських сил з Кувейту і висловила стурбованість насильством у Південній Африці. Вона вітала реформи в Південній Африці, але також наголосила, що необхідні подальші кроки для повного усунення системи апартеїду. Відзначаючи крах соціалізму в країнах Варшавського договору, вона сказала, що світ стає свідком швидких змін, але наголосила на думці Габона, що економічна прірва між розвиненими країнами та країнами, що розвиваються — глобальною «північчю» та «півднем» — була «реальною» проблемою.
Паскалін Бонго залишалася міністром закордонних справ до березня 1994 року, коли президент Бонго призначив Жана Пінга замінити неї. На той час він призначив Паскаліну директором кабінету президента.
Після смерті батька в червні 2009 року її брата Алі було обрано президентом; одразу після вступу на посаду Алі перемістив Паскаліну з посади директора Кабінету Президента на посаду Верховного особистого представника Глави держави 17 жовтня 2009 року. У наступні роки Паскалін та Алі мали суперечливі стосунки.
У жовтні 2023 року прокуратура Парижа оголосила, що на початку 2024 року Паскалін Бонго судитимуть разом із компанією Egis Route, дочірньою компанією французької будівельної групи Egis, та ще п’ятьма особами за підозрою в корупції, пов’язаній з державними контрактами в Габоні в 2010 році та 2011 рік..